# 佐瀬氏
佐瀬氏（させし・さぜし）は、桓武平氏流上総氏（房総平氏）の支流である日本の氏族。

## 解説
上総権介常澄の四男（一説には同じ上総氏一族の伊北常仲の四男）円阿禅師（佐是円阿）が、上総国山辺郡佐瀬村（現在の千葉県東金市下武射田）に住んで、佐是（さぜ）と称した。
会津葦名氏の重臣佐瀬氏は同族の千葉氏の流れ（円阿禅師は千葉氏一族の椎名胤光の娘を室に迎えている）と伝わっているため、円阿禅師の子孫がいつからか佐瀬村を離れ葦名氏に従属したものと考えられる。